# 남플젠구

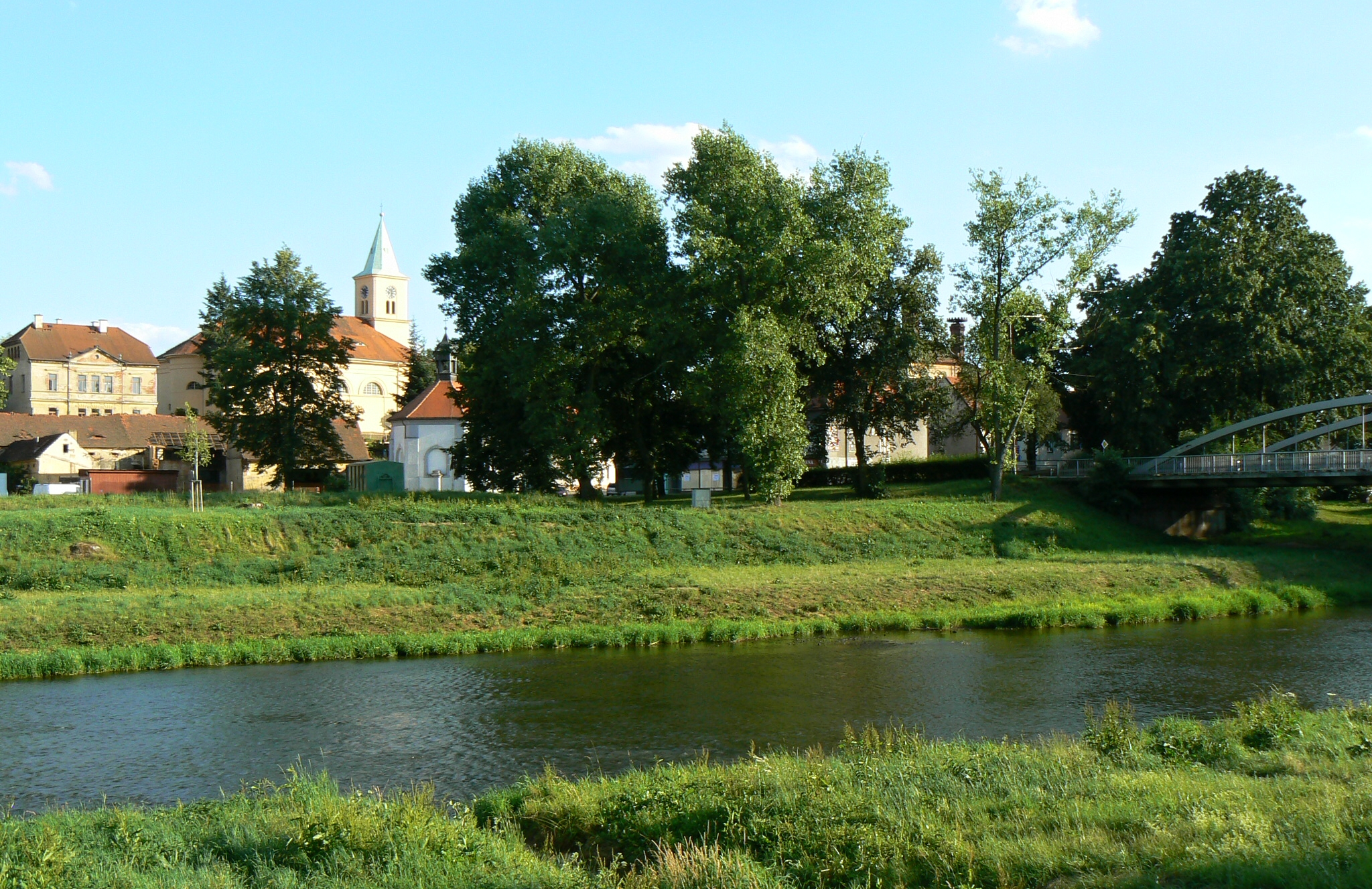
남플젠구 스토트를 흐르는 라드부자강

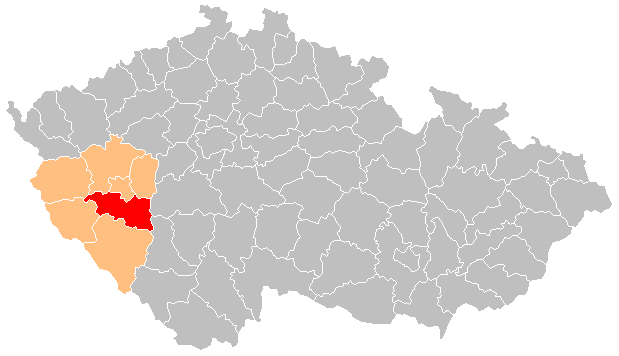
남플젠구의 위치

남플젠구(체코어: Okres Plzeň-jih)는 체코 플젠주를 구성하는 7개 구 가운데 하나로 면적은 990.04km2, 인구는 63,004명(2019년 1월 1일 기준), 인구 밀도는 64명/km2이다. 행정 중심지는 플젠이지만 남플젠구가 아닌 별도의 행정 구역에 속한다.
플젠주 동부에 위치하며 99개 지방 자치체(9개 시, 90개 마을)를 관할한다. 플젠주 플젠 도시구, 북플젠구, 타호프구, 도마줄리체구, 클라토비구, 로키차니구, 중앙보헤미아주 프르지브람구, 남보헤미아주 스트라코니체구와 접한다.